# Fishers
La ville de Fishers est située dans le comté de Hamilton, dans l’État de l’Indiana, aux États-Unis. Sa population s’élevait à 76 794 habitants lors du recensement de 2010, estimée à 91 832 habitants en 2017.

## Histoire
En 2012, à la suite d’un référendum, les habitants de Fishers ont approuvé que Fishers, jusqu’alors une town, accède au statut de city. Le premier maire est entré en fonction le 21 décembre 2014.

## Personnalités
- Jaylon Brown (1994-), joueur américain de basket-ball, né à Fishers.

## Source
- (en) Cet article est partiellement ou en totalité issu de l’article de Wikipédia en anglais intitulé « Fishers, Indiana » (voir la liste des auteurs).

1. ↑  Eric Weddle, « First Mayor of Fishers Sworn In », WFYI-FM, 22 décembre 2014